# Ragda
Ragda (nep. रग्दा) – gaun wikas samiti w zachodniej części Nepalu w strefie Bheri w dystrykcie Jajarkot. Według nepalskiego spisu powszechnego z 2001 roku liczył on 560 gospodarstw domowych i 3025 mieszkańców (1489 kobiet i 1536 mężczyzn).